# Montañas Kaçkar
Las montañas Kaçkar (en armenio: Խաչքարի լեռներ; en turco: Kaçkar Dağları) o simplemente Kaçkars (en turco: Kaçkarlar), antes conocidas como las montañas de Lazistán, son una cadena montañosa que se eleva sobre la costa del Mar Negro en el noreste de Turquía.
Con el pico más alto Kaçkar Dağı a una elevación de 3.937 metros, y las mesetas montañosas a unos 3.000 m de altura, es la parte más alta de las montañas Pónticas. Las Kaçkars son montañas glaciares de carácter alpino, con escarpados picos rocosos y numerosos lagos de montaña. La zona fue declarada parque nacional en 1994. Las actividades turísticas del parque incluyen el excursionismo, la acampada, el montañismo y, cada vez más, el heliesquí.

## Geografía y etimología

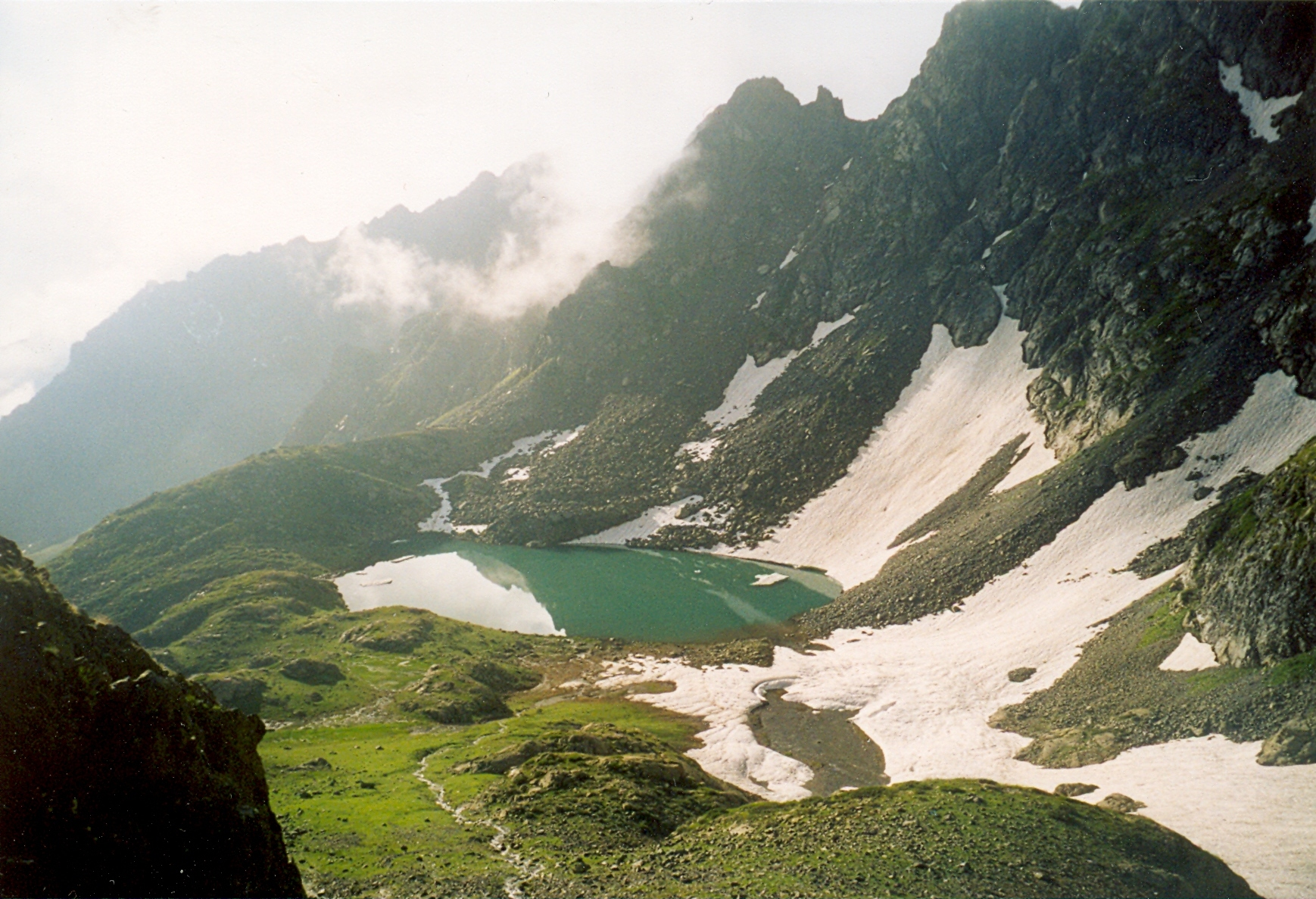
Libler Gölü visto desde Kırmızı Gedik.

El nombre Kaçkar (del armenio khachkar (Խաչքար) que significa literalmente "piedra de la cruz") puede utilizarse en varios sentidos. Puede describir toda la cordillera, incluyendo los muchos grupos de montañas, o puede simplemente describir el grupo Kaçkar-Kavron con su pico más alto, o sólo el pico más alto en sí mismo. El nombre local del pico más alto o su grupo de montañas Kaçkar Dağı se traduce como Montaña Kaçkar, y el nombre de la cordillera Kaçkar Dağları se traduce como Montañas Kaçkar.
Al sur y al este, las montañas Kaçkar están bordeadas por el valle del río Çoruh y al norte por la costa del Mar Negro.

### Grupos de montaña importantes

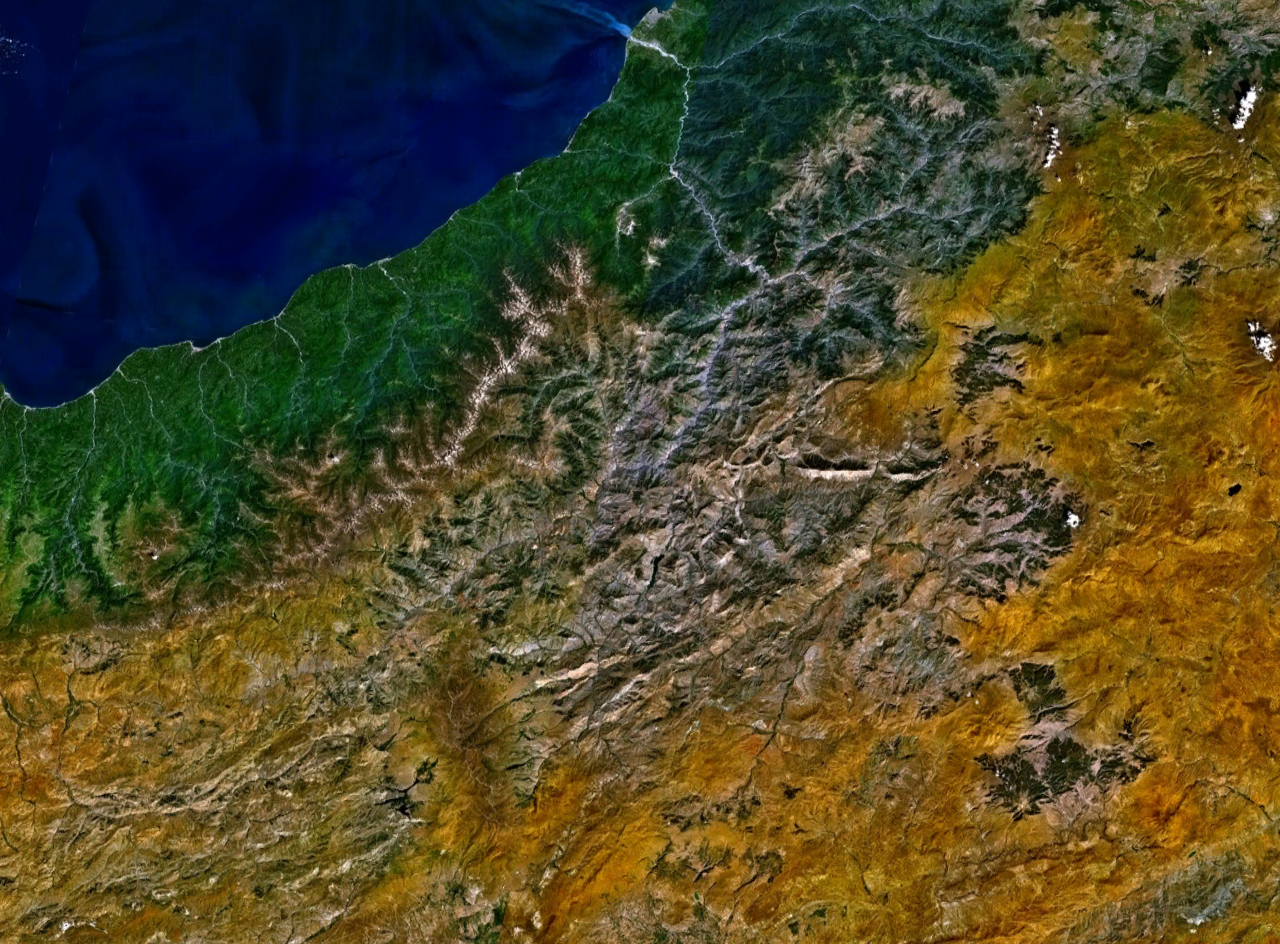
Imagen de satélite de Kaçkar

- Grupo Altıparmak
- Kavron (o Kaçkar-Kavron)
- Grupo Verçenik

## Trekking
Las montañas Kackar son uno de los mejores sitios de trekking de Turquía. Kackar tiene dos rutas de senderismo ideales. La primera está del lado del Mar Negro; el camino es claro y es fácil de recorrer, mientras que el lado de Coruh es más difícil y peligroso. Las montañas de Kackar son frías y tienen glaciares, por lo que se necesitan piolets y crampones. La mejor época para el trekking es entre junio y septiembre.